# Svatoslav (okres Brno-venkov)
Svatoslav je obec v okrese Brno-venkov v Jihomoravském kraji. Rozkládá se v katastrálním území Svatoslav u Tišnova, v Křižanovské vrchovině, v přírodním parku Údolí Bílého potoka. Žije zde 461 obyvatel.

## Historie
První písemná zmínka o obci pochází z roku 1240.

## Obyvatelstvo
| Rok            | 1869 | 1880 | 1890 | 1900 | 1910 | 1921 | 1930 | 1950 | 1961 | 1970 | 1980 | 1991 | 2001 | 2011 | 2021 |
| -------------- | ---- | ---- | ---- | ---- | ---- | ---- | ---- | ---- | ---- | ---- | ---- | ---- | ---- | ---- | ---- |
| Počet obyvatel | 637  | 680  | 652  | 652  | 698  | 682  | 662  | 524  | 523  | 541  | 477  | 444  | 438  | 425  | 433  |
| Počet domů     | 98   | 105  | 104  | 103  | 111  | 122  | 142  | 158  | 151  | 149  | 142  | 154  | 161  | 163  | 174  |

Vývoj počtu obyvatel

## Pamětihodnosti
- Kostel Nanebevzetí Panny Marie
- Rudný důl Theodor – zbytky štoly, archeologické stopy a zřícenina za obcí v údolí potoka

## Rodáci
- František Vildomec (1878–1975), archeolog
- Karel Vildomec (1912–1979), letec